# Error estàndard

Per a un valor mostrat amb un error amb una distribució normal, aquesta representació mostra la proporció de mostres que se situarien entre 0, 1, 2 i 3 desviacions estàndard superiors i inferiors al valor real.

L'error estàndard d'una estadística (normalment una estimació d'un paràmetre) és la desviació estàndard de la seva distribució de mostreig o una estimació d'aquesta desviació estàndard. Si l'estadística és la mitjana mostral, s'anomena error estàndard de la mitjana.
La distribució de mostreig d’una mitjana es genera mitjançant un mostreig repetit de la mateixa població i el registre de les mitjanes de mostra obtingudes. Això forma una distribució de diferents mitjanes, i aquesta distribució té la seva pròpia mitjana i variància. Matemàticament, la variància de la distribució de mostreig obtinguda és igual a la variància de la població dividida per la mida de la mostra. Això es deu al fet que a mesura que augmenta la mida de la mostra, la mostra s'agrupa més a prop de la mitjana de la població.
Per tant, la relació entre l'error estàndard de la mitjana i la desviació estàndard és tal que, per a una mida de mostra determinada, l'error estàndard de la mitjana és igual a la desviació estàndard dividida per l'arrel quadrada de la mida de la mostra. En altres paraules, l'error estàndard de la mitjana és una mesura de la dispersió de les mostres al voltant de la mitjana de la població.
En l'anàlisi de regressió, el terme "error estàndard" fa referència a l'arrel quadrada de l'estadística reduïda de chi quadrat o bé a l'error estàndard d'un coeficient de regressió concret (tal com s'utilitza en, per exemple, intervals de confiança).